# Liste der Kulturdenkmale in Berlin-Halensee

Lage von Halensee in Berlin

In der Liste der Kulturdenkmale von Halensee sind die Kulturdenkmale des Berliner Ortsteils Halensee im Bezirk Charlottenburg-Wilmersdorf aufgeführt.

## Denkmalbereiche (Ensembles)
| Nr.      | Lage                                          | Offizielle Bezeichnung                                                                 | Bestandteile / Beschreibung                       | Bild |
| -------- | --------------------------------------------- | -------------------------------------------------------------------------------------- | ------------------------------------------------- | ---- |
| 09046414 | Kronprinzendamm 1–3 Bornstedter Straße (Lage) | Wohn- und Geschäftshäuser Baudenkmale siehe: Bornstedter Straße 1 Kronprinzendamm 2, 3 | 1893–1895 von Otto Kushmann und Friedrich Schulze |      |

## Denkmalbereiche (Gesamtanlagen)
| Nr.      | Lage                                                                 | Offizielle Bezeichnung | Beschreibung                                                           | Bild                |
| -------- | -------------------------------------------------------------------- | ---------------------- | ---------------------------------------------------------------------- | ------------------- |
| 09011554 | Halenseestraße 1–10 Bornimer Straße 15–16 Kurfürstendamm 124A (Lage) | Wohnanlage             | 1936 von Paul G. R. Baumgarten (siehe auch Denkmalliste von Grunewald) | Halenseestraße 1–10 |

## Baudenkmale
| Nr.      | Lage                                                           | Offizielle Bezeichnung                                              | Beschreibung                                                                             | Bild |
| -------- | -------------------------------------------------------------- | ------------------------------------------------------------------- | ---------------------------------------------------------------------------------------- | --- |
| 09046412 | Bornimer Straße 20 Kurfürstendamm 123 (Lage)                   | Mietshaus                                                           | 1903–1904 von Hugo Tietz                                                                 | Kurfürstendamm/Bornimer Straße                                                                                          |
| 09046413 | Bornstedter Straße 1 Kronprinzendamm 1 (Lage)                  | Miets- und Geschäftshaus Bestandteil des Ensembles: Kronprinzendamm | 1894–1895 von Otto Kushmann                                                              | Bornstedter Straße 1 |
| 09046415 | Bornstedter Straße 11 (Lage)                                   | Friedhofskapelle des Friedhofs Grunewald                            | um 1895, 1903 von Zaar & Vahl (siehe auch Gartendenkmal Bornstedter Straße 11)           | Friedhofskapelle |
| 09046480 | Halenseestraße 26/30 (Lage)                                    | Schaltwerk                                                          | Schaltwerk und Schaltwarte, 1927–1928 von Richard Brademann                              | Schaltwerk Halensee |
| 09046480 | Halenseestraße 26/30 (Lage)                                    | Schaltwerk                                                          | Gleichrichterwerk                                                                        | Schaltwerk Halensee |
| 09090086 | Heilbronner Straße 12–13 (Lage)                                | Holtzendorff-Garage                                                 | Garagenanlage mit Tankstelle und Werkstatt, 1928–1929 von Walter und Johannes Krüger     | |
| 09090086 | Heilbronner Straße 12–13 (Lage)                                | Denkmalverlust: Holtzendorff-Garagen (Garagen und Werkstatt)        | Garagenhof, Werkstatt und Zufahrtstor zur Heilbronner Straße wurden 2011–2012 abgerissen | Holtzendorff-Garage Garagenanlage mit Tankstelle und Werkstatt, 1928–29 von Walter und Johannes Krüger; 2011 abgerissen |
| 09011454 | Hohenzollerndamm 47A (Lage)                                    | Mietshaus                                                           | 1911–1914 von Max Welsch                                                                 | |
| 09011634 | Hohenzollerndamm 48 (Lage)                                     | S-Bahnhof Hohenzollerndamm mit Wohnhaus                             | Wohnhaus, 1908–1910 von Heinrich Thiesing                                                | Bahnhof Hohenzollerndamm                                                                                                |
| 09011634 | Hohenzollerndamm 48 (Lage)                                     | S-Bahnhof Hohenzollerndamm mit Wohnhaus                             | S-Bahnsteig, 1908–1910 von Heinrich Thiesing                                             | Bahnhof Hohenzollerndamm                                                                                                |
| 09011458 | Joachim-Friedrich-Straße 35–36 (Lage)                          | 2. Gemeindeschule Wilmersdorf (heute Halensee-Grundschule)          | 1899–1900, Erweiterung, 1908 von Otto Herrnring                                          | Halenseegrundschule |
| 09011467 | Johann-Sigismund-Straße 2–3 (Lage)                             | Mietshaus                                                           | 1904–1905 von Tausch & Berghäuser                                                        | Johann-Sigismund-Straße 2–3                                                                                             |
| 09046527 | Kronprinzendamm 2 (Lage)                                       | Mietshaus Bestandteil des Ensembles: Kronprinzendamm                | 1894–1895 von Otto Kushmann, Erweiterung 1902 von Friedrich Schulze                      | Kronprinzendamm 2 |
| 09046528 | Kronprinzendamm 3 (Lage)                                       | Mietshaus Bestandteil des Ensembles: Kronprinzendamm                | 1894–1895 von Otto Kushmann                                                              | Kronprinzendamm 3 |
| 09046529 | Kronprinzendamm 5 (Lage)                                       | Mietshaus                                                           | 1891–1892 von F. Wendelstadt                                                             | Kronprinzendamm 5 |
| 09011472 | Kurfürstendamm 106 (Lage)                                      | VW-Porsche-Haus                                                     | Wohnhaus, 1904 von Siegfried Ascher                                                      | |
| 09011472 | Kurfürstendamm 106 (Lage)                                      | VW-Porsche-Haus                                                     | Geschäftshaus, Umbau 1956 von Hans Simon                                                 | VW-Porsche-Haus |
| 09011472 | Kurfürstendamm 106 (Lage)                                      | VW-Porsche-Haus                                                     | Verkaufspavillon, 1956 von Hans Simon                                                    | |
| 09011489 | Nestorstraße 10 Johann-Georg-Straße 8 (Lage)                   | St. Albertus-Magnus-Kirche                                          | 1959–1962 von Alfons Leitl                                                               | St. Albertus-Magnus-Kirche                                                                                              |
| 09011489 | Nestorstraße 10 Johann-Georg-Straße 8 (Lage)                   | St. Albertus-Magnus-Kirche                                          | Pfarr- und Gemeindehaus                                                                  | |
| 09011495 | Paulsborner Straße 17–18 Nestorstraße 19–20 (Lage)             | Junggesellenwohnhaus                                                | 1931 von Bruno Buch                                                                      | Junggesellenwohnhaus |
| 09011531 | Westfälische Straße 37 (Lage)                                  | Mietshaus                                                           | Mietshaus, 1898–1899 von Fritz Mittag                                                    | |
| 09011531 | Westfälische Straße 37 (Lage)                                  | Mietshaus                                                           | Eingangsflur, 1898–1899 von Fritz Mittag                                                 | |
| 09011532 | Westfälische Straße 45 (Lage)                                  | Mietshaus                                                           | 1895 von Wilhelm Prescher                                                                | |
| 09011533 | Westfälische Straße 70A Nestorstraße Paulsborner Straße (Lage) | Hochmeisterkirche                                                   | 1908–1910 von Otto Schnock                                                               | |

## Gartendenkmale
| Nr.      | Lage                         | Offizielle Bezeichnung | Beschreibung                                                                            | Bild               |
| -------- | ---------------------------- | ---------------------- | --------------------------------------------------------------------------------------- | ------------------ |
| 09046113 | Bornstedter Straße 11 (Lage) | Friedhof Grunewald     | 1892 vom Königlichen Garteninspektor Röhr (siehe auch Baudenkmal Bornstedter Straße 11) | Friedhof Grunewald |
| 09046113 | Bornstedter Straße 11 (Lage) | Friedhof Grunewald     | Grabanlage Baumbach / Schuchardt                                                        |                    |
| 09046140 | Seesener Straße 20 (Lage)    | Innenhof               | um 1909                                                                                 | Bild gesucht BW    |